# Bernardvillé
Bernardvillé (Duits: Bernhardsweiler, Elzassisch: Batschwiller (im Loch)) is een gemeente in het Franse departement Bas-Rhin in de regio Grand Est. De gemeente telde 199 inwoners op 1 januari 2022.

## Geschiedenis
De gemeente maakte deel uit van het arrondissement Sélestat dat in 1974 fuseerde met het arrondissement Erstein tot het arrondissement Sélestat-Erstein.
Bernardvillé maakte deel uit van het kanton Barr tot het op 22 maart 2015 werd opgeheven en de gemeenten werden opgenomen in het kanton Obernai.

## Geografie
De oppervlakte van Bernardvillé bedraagt 2,76 vierkante kilometer; Op 1 januari 2022 was de bevolkingsdichtheid 72,1 inwoners per km².
De onderstaande kaart toont de ligging van Bernardvillé met de belangrijkste infrastructuur en aangrenzende gemeenten.

## Demografie
Onderstaande figuur toont het verloop van het inwonertal.